# Tadeusz Popiel

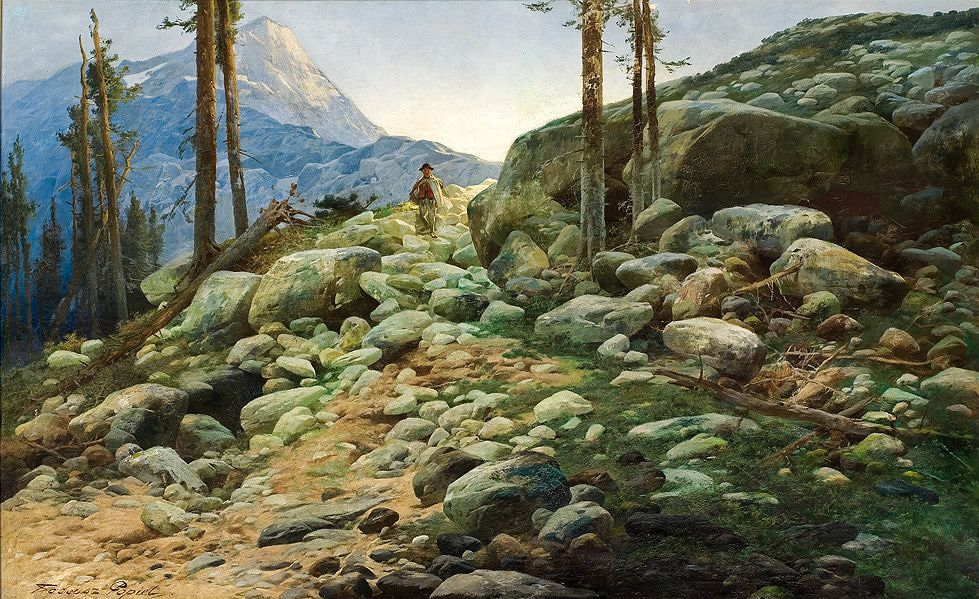
Z Tatr

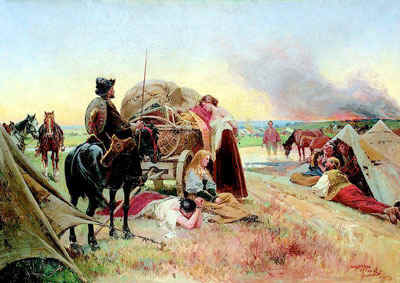
Branki tatarskie, 1897

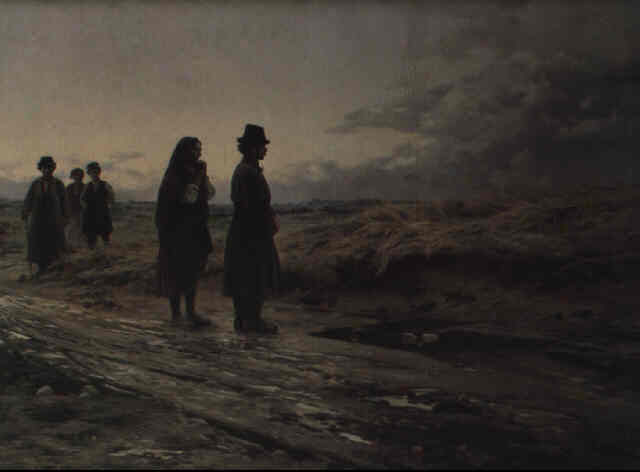
Po burzy - w 1893 na Wystawie Światowej (World's Columbian Exposition) w Chicago obraz uzyskał złoty medal

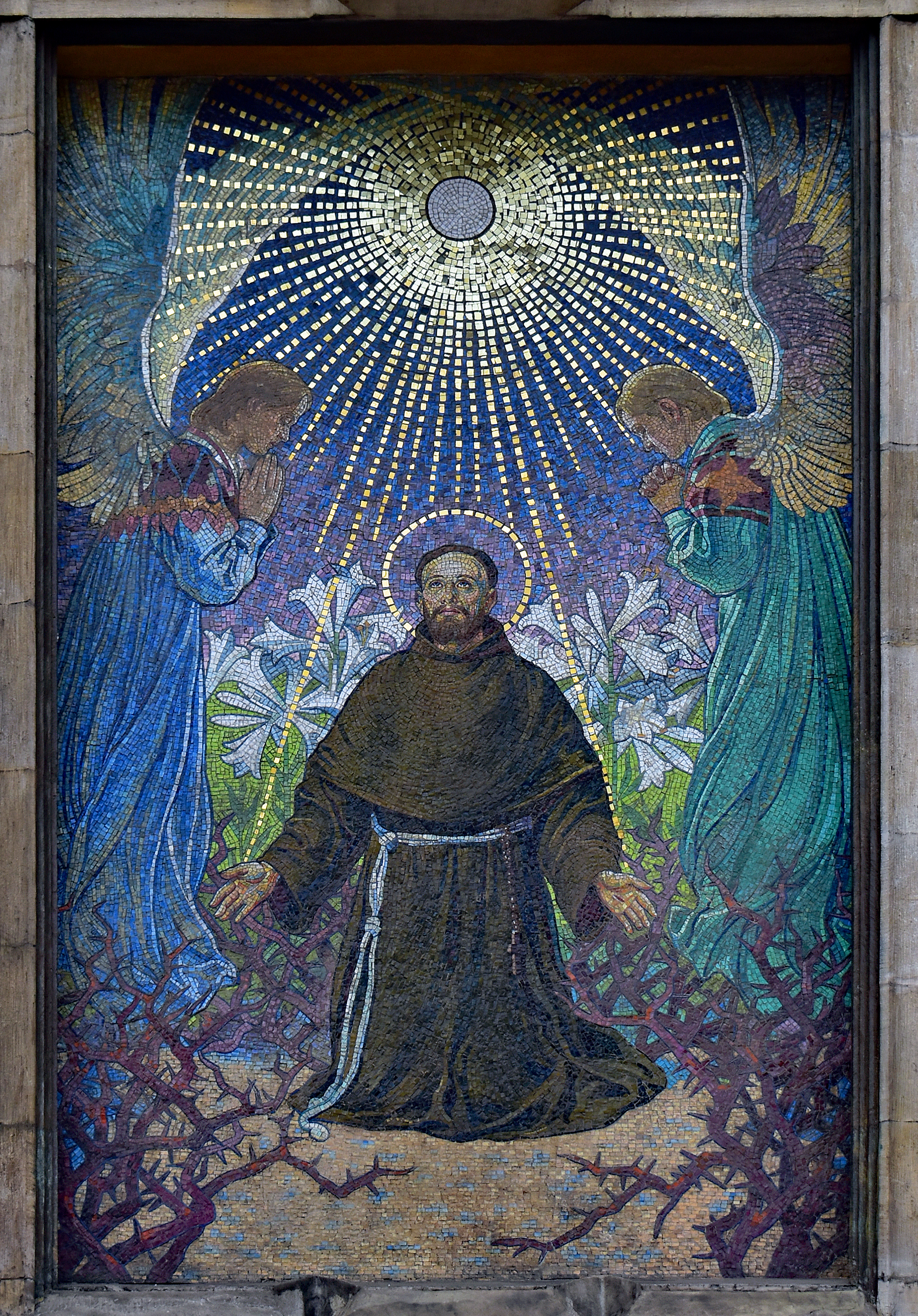
Mozaika „św. Franciszek”, 1910
Kościół św. Franciszka z Asyżu w Krakowie

Tadeusz Popiel herbu Sulima (ur. 1863 w Szczucinie, zm. 22 lutego 1913 w Krakowie) – polski malarz. Był bratem rzeźbiarza Antoniego Popiela. Poruszał tematykę religijną i historyczną, malował sceny rodzajowe, portrety i pejzaże. Zajmował się również malarstwem ściennym i witrażami. Był współautorem kilku panoram, m.in. Panoramy Racławickiej.

## Życiorys
Studiował w Krakowie w Szkole Sztuk Pięknych u Jana Matejki, następnie w Wiedniu i Monachium. Wiele podróżował m.in. do Berlina, Kopenhagi, Monachium, Wiednia i Pragi w 1891, Włoch w 1894, Rumunii po 1897, oraz Petersburga i Moskwy. Uczestniczył w wielu wystawach, otrzymał złote medale w Paryżu (1890) i San Francisco (1894). Wykonał m.in. dekoracje kaplicy św. Stanisława w bazylice św. Antoniego w Padwie, dekoracje teatru we Lwowie. Przyozdobił kilkadziesiąt kościołów i instytucji w Polsce i za granicą, wykonując lub projektując freski, polichromie i witraże. Aktywnie uczestniczył w życiu artystycznym, zakładał szkoły rysunku i stowarzyszenia: Młoda Sztuka we Lwowie i Stowarzyszenie Artystów w Poznaniu.
Mieszkał w Krakowie, we Lwowie i w Czerniowcach, skąd wyprawiał się do Rumunii. Pod koniec życia przebywał głównie w Swoszowicach pod Krakowem, gdzie miał pracownię. Był żonaty od 1894 z Marią ze Starzewskich, miał z nią dwie córki: Marię (1895-1979) i Annę (1900-1982).
Popiel osiągnął znaczną popularność za życia, odznaczał się pracowitością i różnorodnością zainteresowań. Przez zwolenników nowych prądów w sztuce był lekceważony, czy wręcz wyśmiewany. Zarzucano mu przywiązanie do wzorów wyniesionych od Matejki, eklektyzm i niechęć do nowości. Po śmierci powoli uległ zapomnieniu, obecnie kojarzony jest głównie z panoramami, które malował z Janem Styką.

## Ważniejsze prace

### Tematyka religijna
- Żydzi w niewoli babilońskiej
- Mojżesz na górze Synaj
- Józef i żona Putyfara
- Żydzi modlący się przy świetle księżyca
- Niewiasty jerozolimskie
- Neron
- Święto Tory

### Panoramy (współautor)
- Panorama Racławicka
- Panorama siedmiogrodzka
- Golgota
- Panorama bitwy pod Grunwaldem z Zygmuntem Rozwadowskim
- Panorama Grobu Bożego dla kościoła bernardynów we Lwowie (obecnie w bernardyńskim kościele w Krakowie)

### Inne
- Po burzy
- Ostatnie chwile Zygmunta Augusta
- Branki tatarskie
- Przed karczmą
- Za oceanem
- Nad Morskim Okiem
- Jasełka
- Syzyf
- trzy ścienne kompozycje o tematyce historycznej w kościele Klarysek we Lwowie: Śluby Jana Kazimierza, Wjazd Jana III Sobieskiego do Wiednia i Obrona lwowskiego klasztoru bernardynów przed Tatarami i Kozakami
- cykle portretów profesorów lwowskich i poczet królów polskich